# ІІІ Міжнародний конкурс скрипалів Олега Криси 2019
Третій міжнародний конкурс скрипалів Олега Криси (англ. The Oleh Krysa 3rd International Violin Competition) — професійне змагання молодих скрипалів-віртуозів, яке уже втретє відбувалося в місті Львові. Попередні конкурси, перший і другий, відбулися у 2013 та 2016 роках. Метою конкурсу є популяризування скрипкового мистецтва і надання можливості талановитій молоді здобути визнання у музичному світі. Засновником конкурсу є громадська організація Мистецьке об'єднання «Світ класичної музики». Вже втретє генеральним спонсором заходу стала ТМ «Світоч» від компанії «Нестле».

## Умови конкурсу
Вік конкурсантів повинен бути не менше 15 і не більше 29 років на момент відкриття конкурсу. Конкурсні змагання відбувалися з 17 до 27 жовтня 2019 року у приміщенні Львівської національної філармонії. Конкурс має три тури:
- 1 тур — виконання музичних творів, соло, до другого туру увійшло 15 учасників;
- 2 тур — виконання музичних творів під акомпанемент фортепіано, до фіналу увійшло 6 учасників;
- 3 тур (фінал) — виконання музичного твору з симфонічним оркестром Львівської національної філармонії.

### Програма конкурсу
У фіналі переможці перших двох турів конкурсу повинні грати Концерт для скрипки з оркестром № 5 всесвітньовідомого українського композитора Євгена Станковича, який має назву «Питання без відповіді» і присвячений творчості видатного скрипаля, маестро Олега Криси.
Другим твором фіналу був один з концертів для скрипки з оркестром на вибір учасника конкурсу (в дужках вказані фіналісти, які вибрали концерт запропонованого композитора):
- Л. Бетховен: Концерт in D Major, Op.61
- Й. Брамс: Концерт in D Major, Op.77 (Костянтин Лукинюк)
- П. Чайковський: Концерт in D Major, Op.35 (Хавіх Анна Елія Елдерс)
- Н. Паганіні: Концерт № 1 in D Major, Op.6
- Я. Сібеліус: Концерт in D minor, Op.47 (Дмитро Удовиченко, Юкіко Уно)
- С. Прокоф'єв: Концерт No.2 in G minor, Op.63
- Д. Шостакович: Концерт No.1 in A minor, Op.77 (Євгеній Чеповецкіс, Даїчі Накамура)

### Призовий фонд конкурсу
- За 1-ше місце — 20 тисяч євро,
- За 2-ге місце — 10 тисяч євро,
- За 3-тє місце — 8 тисяч євро.

Присуджують також спеціальні нагороди  — цінні подарунки та призи на суму 1 тисяча євро.

### Журі конкурсу 2019 року
| - Олег Криса — (США) — Голова журі - Володимир Заранський (Україна) — віце-голова журі - Пяйвют Меллер (Фінляндія) — член журі - Едвард Зенковский(Польща) — член журі | - Клара Цернат (Франція/Румунія) — член журі - Сангі (Санія) Чонг (Південна Корея) — член журі - Елізабет Кропфіч (Австрія) — член журі |

## Учасники та переможці конкурсу скрипалів Олега Криси 2016 року
У конкурсі скрипалів Олега Криси взяли участь 27 молодих музикантів з 14 країн світу: Австрії, Англії, Китаю, Південної Кореї, Латвії, Польщі, Росії, США, Малайзії, Нідерландів, Фінляндії, Франції, України і Японії.

### Нагороди
І премія. 20 000 € За рішенням журі першу премію отримав 24-річний латиський скрипаль Євгеній Чеповецкіс — випускник Віденського університету та Університету музики та виконавських мистецтв у Граці. Він є концертмейстером Віденського оркестру Дженусе і грає на скрипці Ніколо Аматі 1645 року, на якій грав французький скрипаль Християн Феррас (1933—1982).
II премія. 10 000 €. Другу премію отримав 20-річний український скрипаль Костянтин Лукинюк — випускник Чернівецького художнього коледжу імені Сидора Воробкевича (викладач Людмила Мартинюк). Зараз є студентом видатного скрипаля та педагога Олега Криси в Істменській школі музики у місті Рочестер (США).
III премія. 8 000 €. Третю премію отримав український скрипаль Дмитро Удовиченко, який з 14-річного віку навчається у професора Бориса Гарліцького в Університеті мистецтв  Фолькванг у місті Ессен (Німеччина). Він отримує стипендію славетного грецького скрипаля Леонідаса Кавакоса та українського фонду VERE MUSIC. Сьогодні він грає на скрипці Джованні Баттіста Гваданьїні, яку надав Фонд Франца Беренса.
Спеціальними призами нагородили Юкіко Уно (Японія), Хавіх Анну Елію Елдерс (Нідерланди), Тараса Зданюка (Україна), Даїчі Накамуру (Японія).
Приз глядацьких симпатій отримав Костянтин Лукинюк (Україна).

### Результати конкурсу 2019 року
| № п/п | Ім'я                   | Країна         | І тур (бали) | ІІ тур (бали) | III тур (бали) | Фінал      |
| ----- | ---------------------- | -------------- | ------------ | ------------- | -------------- | ---------- |
| 1     | Такатоші Сугіяма       | Японія         | (15.29)      | -             | -              | -          |
| 2     | Анастасія Ведякова     | Росія          | (13.14)      | -             | -              | -          |
| 3     | Шанель Беднарчик       | Австрія        | (15.50)      | (16.00)       | -              | -          |
| 4     | Канон Кобаяші          | Японія         | (16.17)      | (15.17)       | -              | -          |
| 5     | Юкіко Уно              | Японія         | (16.57)      | (16.83)       | (15.33)        | Лауреат    |
| 6     | Євгеній Чеповецкіс     | Латвія         | (16.67)      | (17.17)       | (17.00)        | І Премія   |
| 7     | Марія Хара             | Японія         | (13.50)      | -             | -              | -          |
| 8     | Марта Аурелія Рандо    | Латвія         | (13.71)      | -             | -              | -          |
| 9     | Хуі Хуа                | КНР            | (14.33)      | -             | -              | -          |
| 10    | Ігор Муравйов          | Україна        | (14.67)      | -             | -              | -          |
| 11    | Оукалін Їн             | КНР            | (13.50)      | -             | -              | -          |
| 12    | Олександр Норман Гоббс | США            | (14.43)      | -             | -              | -          |
| 13    | Айано Шігемацу         | Японія         | (15.67)      | (14.43)       | -              | -          |
| 14    | Тамі Емілія Похйола    | Фінляндія      | (16.29)      | (15.20)       | -              | -          |
| 15    | Джісу Лі               | Південна Корея | (15.33)      | -             | -              | -          |
| 16    | Тарас Зданюк           | Україна        | (16.80)      | (16.00)       | -              | -          |
| 17    | Дмитро Удовиченко      | Україна        | (16.67)      | (17.17)       | (15.86)        | III премія |
| 18    | Рейна Йошіока          | Австрія        | (16.00)      | (15.00)       | -              | -          |
| 19    | Наїна Кобзарєва        | Росія          | (16.50)      | (16.00)       | -              | -          |
| 20    | Чіка Хаясе             | Японія         | (15.80)      | (14.33)       | -              | -          |
| 21    | Ельвіна Сунг Енг Аух   | Південна Корея | (16.00)      | (14.25)       | -              |            |
| 22    | Марія Шутко            | Україна        | (15.00)      | -             | -              | -          |
| 23    | Хавіх Анна Елія Елдерс | Нідерланди     | (17.00)      | (16.50)       | (15.43)        | Лауреат    |
| 24    | Чен-вон Ан             | США            | (14.25)      | -             | -              | -          |
| 25    | Костянтин Лукинюк      | Україна        | (17.50)      | (17.40)       | (16.33)        | II премія  |
| 26    | Даїчі Накамура         | Нідерланди     | (16.57)      | (16.83)       | (15.33)        | Лауреат    |
| 27    | Ендрю Вен Хао Нг       | Фінляндія      | (15.00)      | -             | -              | -          |